# 张坞镇
张坞镇，是中华人民共和国河南省洛陽市宜阳县下辖的一个乡镇级行政单位。

## 行政区划
张坞镇下辖以下地区：
凹里村、程子村、尚午村、王岳村、新庄村、元村、田庄村、程午村、岳社村、张坞村、茶沟村、通阳村、庞沟村、元过村、下龙村、上龙村、竹溪村、平北村、平南村、七峪坡村、七峪村、苏羊村、下村、石门村和留召村。